# 구사마 야요이
쿠사마 야요이(草間 彌生, 1929년 3월 22일 ~ )는 일본의 조각가, 설치미술가이다. 쿄토시립 미술 공예학교(현 교토예대) 졸업. 1929년 일본 나가노현에서 출생, 1957년부터 1972년까지 뉴욕에서 작품 활동을 전개하였다. 1977년 일본으로 돌아온 야요이는 나이 48세부터 현재까지 정신병원에 입원한 상태로 병원에 구사마 스튜디오를 만들어 작품활동을 진행해오고 있다. 1993년 베니스 비엔날레일본관에 초대일본 대표로 참여하였으며 2004년 도쿄모리 미술관에서 KUSAMA TRIX 전을 오픈하였다. 시드니 비엔날레(2000), 타이페이 비엔날레(1998) 등 다수의 대형 국제전시를 비롯, 총 100여 회의 단체전 및 100여 회의 개인전을 오픈하였다. 문학활동으로는 20여권의 시집 및 소설을 출간하기도 하였다.

## 생애

### 어린 시절
일본 나가노에서 태어나 자란 쿠사마는 어렸을 때부터 정신질환을 앓았다. 1926년 히로히토 국왕의 왕위 계승, 1931년 만주 침공 그리고 당시의 불길한 전운 모두가 쿠사마에게 커다란 영향을 미쳤다. 그녀는 소녀 시절을 전쟁 상황 속에서 보냈으며, 실제로 군수 공장에서 낙하산 재봉 일을 하기도 했다. 그녀의 상태를 병이라 인식하지 못한 어머니로부터 매질을 당하는 등 야요이의 어린시절은 자신의 상태를 이해받지 못한 채 깊은 상처 속에 지나가게 되었다. 일본의 부유한 가정에서 4남매 중 장녀로 태어난 그녀는 열 살무렵부터 심한 착란증상을 보였다. 환영을 보기 시작하며 발작과 착란에 시달렸으나 이를 제대로 이해하지 못한 그녀의 어머니는 '교육이 부족한 탓'이라며 체벌을 가했다. 아버지마저 집을 나가고 강박증에 시달리던 구사마는 어린시절 치유받지 못한 채 성장하게 된다.

### 작가 시절
그녀는 집안의 빨간 꽃무늬 식탁보를 본 뒤, 눈에 남은 잔상이 온 집안에 보이는 경험을 하게 된다. 둥근 물방울 무늬로 변형되어 계속해서 시선과 자신의 신체에까지 따라붙었던 물방울 무늬는 그녀가 평생에 걸쳐 하게 되는 작업의 중요하고도 유일한 소재가 된다. 자신의 환영을 가지고 계속해서 작업하던 그녀는 1952년 23세 때 마츠모토 시민 회관에서 열린 전시에서 나가노 대학의 정신 의학 교수인 니시마루 시호 박사에 의해 자신에게 정신질환이 있다는 것을 알게된다. 시호 박사는 그녀의 작업에 지속적인 관심을 가지기 시작했다. 쿠사마에게 자신의 병적 정신 상태를 깨닫게 해주었다.
이후 1966년 베니스 비엔날레에서 그녀는 초청받지 못한 작가로서 전시장 앞 잔디에 약 1500여개의 물방울 무늬 오브제를 깔아놓는다. '개당 2달러!'였던 쿠사마의 사인이 적힌 수많은 물방울은 관람객의 관심을 받았고 이듬해 베니스 비엔날레에 초청장을 받게한다.